# Rue des Bordeaux
La rue des Bordeaux est une voie de Charenton-le-Pont, en France.

## Situation et accès

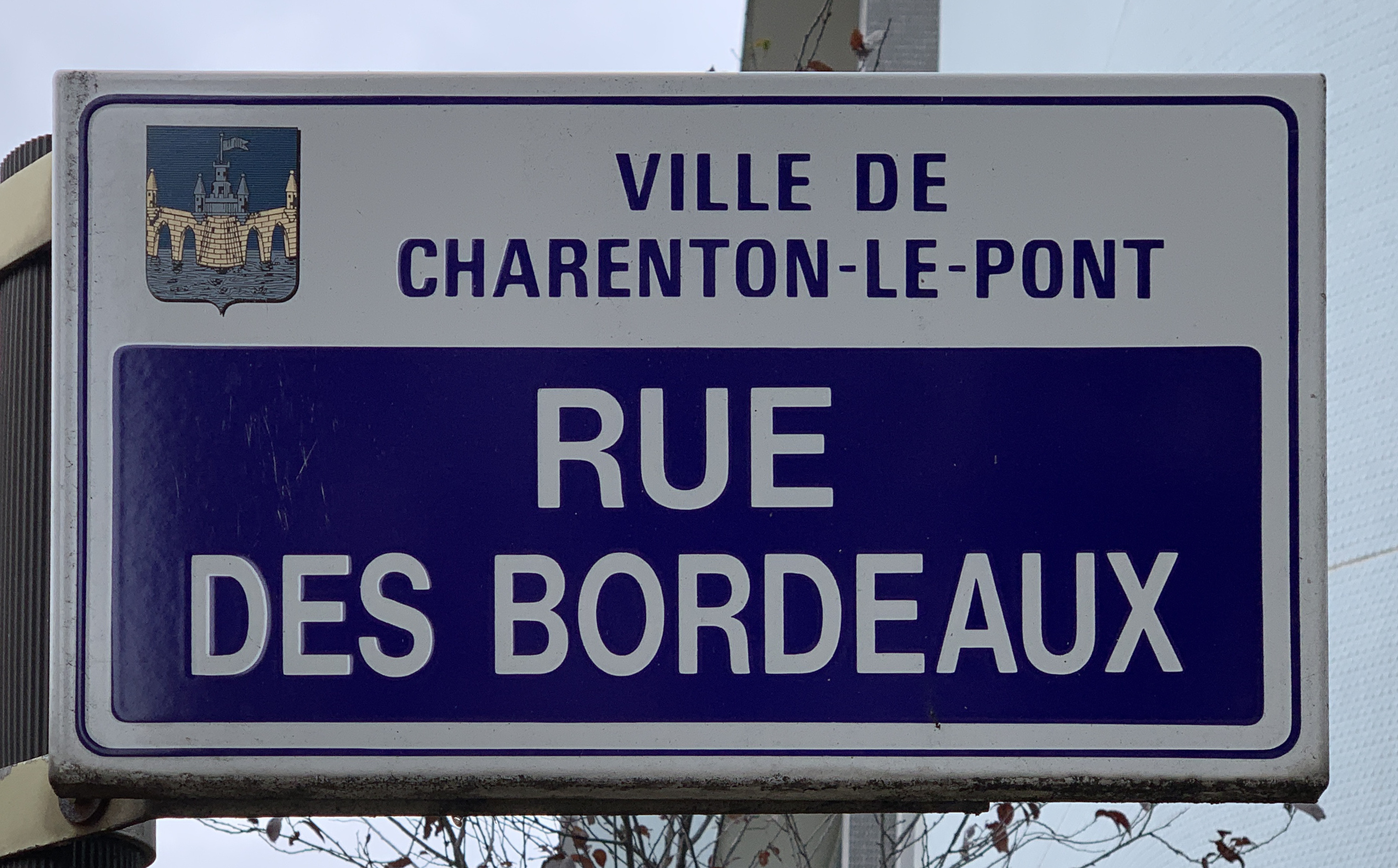
Plaque Rue des Bordeaux, 2020.

La rue des Bordeaux  débute rue de Paris, croise la rue de Conflans, enjambe la voie ferrée sur le pont des Bordeauxun pont construit en 1903 par l'entreprise de construction de Levallois-Perret fondée par Gustave Eiffel, passe à l’extrémité des rues Saint-Pierre, Jean-Pigeon, Paul-Eluard et de l’Archevêché, de la Villa Bergerac et se termine sur le quai des Carrières.
Elle est accessible par la station de métro Charenton-Écoles de la ligne 8.

## Origine du nom
Son nom provient de borde qui signifie petite ferme ou métairie établie aux abords d’une seigneurie.

## Historique

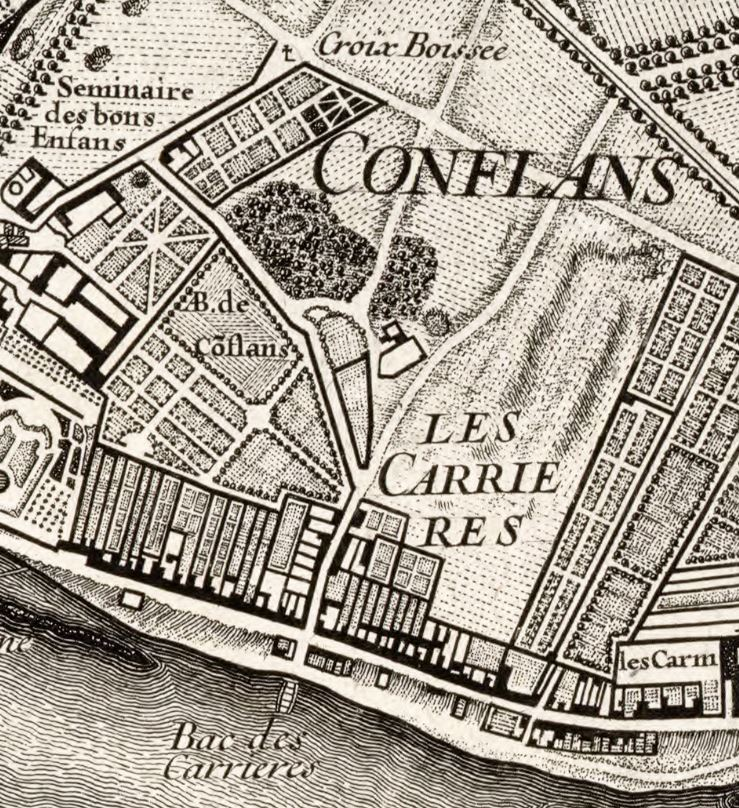
Plan de Roussel en 1731, et le chemin qui descend au bac.

La rue est un très ancien chemin, attesté en 1490, reliant la route de Paris à Charenton (à cette époque jusqu'en 1690 à l’emplacement de la rue de Conflans) à la Seine. Ce chemin qui marquait la séparation entre le village de Conflans et le bourg des Carrières fut prolongé de la rue de Conflans à l’emplacement de la rue de Paris peu après le déplacement de cette route en 1690 (ce tronçon figure sur le plan de Roussel de 1730).
Au cours de la première moitié du XIXe siècle, cette voie fut classée route départementale numéro 49  et élargie à 8 mètres. Cette route départementale fut reportée rue Victor-Hugo lors de l'élargissement de celle-ci.
À la suite d'une délibération du conseil municipal le 21 mai 1821, et afin de créer un nouveau cimetière, la commune acquit un terrain appartenant à la maison royale de santé (aujourd'hui l'hôpital Esquirol) au croisement du chemin de terre de Conflans à Charenton (rue de Conflans) et du pavé qui descend de la grande route au bac, aujourd'hui la rue des Bordeaux. Ce nouveau cimetière s'ouvrit en 1825 mais dut être presque complètement détruit lors de la construction de la ligne de Paris-Lyon à Marseille-Saint-Charles en 1848, et les sépultures déplacées au cimetière ancien de Charenton-le-Pont.

## Édifices remarquables
- Synagogue, construite en 2005[4].
- Square de la Cerisaie.
- Villa Bergerac, ensemble résidentiel construit dans les années 1960, et encadrant le poste électrique de Charenton[5].
- Les Tonneliers, mosaïque de Louis Toffoli.